# Tokelau
Tokelau je otočje kojeg čine tri polinezijska otoka u Pacifiku, pod suverenitetom Novog Zelanda.
Tokelau je do 1889. bila britanska kolonija, da bi tada postala dijelom kolonije otoka Gilbert i Elis. Tokelau je 1925. potpao pod administraciju Novog Zelanda. 
U posljednje vrijeme, Tokelau teži statusu slobodne asocijacije s Novim Zelandom (kao Kukovi otoci i Niue). Referendum o tome je održan 13. veljače 2006., ali nije uspio.
Otoci su: Atafu, Nukunonu, i Fakaofo. Na svakom od njih postoji po jedno selo.
Stanovništvo se, pored proizvodnje kopre i izdavanja poštanskih maraka, uglavnom izdržava donacijama s Novog Zelanda.

## Etnički sastav
Tokelau prema procjeni za 2006. godinu ima svega 1,600 stanovnika, od čega na Tokelauance (Tokelauans), polinezijski narod, otpada 1,300 ljudi, ostala dva naroda imaju tek po par desetaka pripadnika, to su Samoanci (10) i Anglo-Novozelanđani (30), dok je ostalo nepoznato. Treba naglasiti da 1,737 Tokelauanca živi na Novom Zelandu, i da imaju osnovno znanje engleskoga jezika. Ribarstvo i agrar (kokosov orah, taro, banana, etc) glavna su im zanimanja. Vjera je kršćanska.

## Jezici
Na Tokelau se govore dva jezika, engleski (40; 2004) kao nacionalni i tokelauski (1.410; 1987) na tri atola Atafu, Nukunonu i Fakaofo, na kojim postoje razlike u dijalektu.

## Vanjske poveznice
- Council for the Ongoing Government for Tokelau

### Ostali projekti
|  | Zajednički poslužitelj ima stranicu o temi Tokelau |